# Bolitoglossa sombra
Espèce
Statut de conservation UICN

 VU D2 : Vulnérable
Bolitoglossa sombra est une espèce d'urodèles de la famille des Plethodontidae.

## Répartition
Cette espèce est endémique du versant Pacifique de la cordillère de Talamanca. Elle se rencontre entre 1 500 et 2 300 m d'altitude :
- au Costa Rica ;
- dans l’extrême Ouest du Panama.

## Description
Les mâles mesurent de 44,1 à 61,5 mm de longueur standard et les femelles de 69,9 à 82,7 mm.

## Étymologie
Son nom d'espèce, de l'espagnol sombra, « sombre, ombre », lui a été donné en référence à sa coloration.

## Publication originale
- Hanken, Wake & Savage, 2005 : A solution to the large black salamander problem (genus Bolitoglossa) in Costa Rica and Panamá. Copeia, vol. 2005, no 2, p. 227-245 (texte intégral).